# Anyphaena bryantae
Anyphaena bryantae är en spindelart som beskrevs av Roewer 1951. Anyphaena bryantae ingår i släktet Anyphaena och familjen spökspindlar.
Artens utbredningsområde är Kuba. Inga underarter finns listade i Catalogue of Life.